# Jim Cohn
Jim Cohn (Highland Park, 1953) è un poeta, attivista della poesia e artista spoken word (artista della parola parlata) statunitense.
Tra le prime influenze poetiche e musicali va annoverato Bob Dylan, oggetto di una ormai persa musicassetta per un progetto scolastico completato nel suo ultimo anno alla Shaker Heights High School, dove era anche co-capitano della squadra di football.
Conseguì il Bachelor of Arts in letteratura inglese presso l'Università del Colorado a Boulder (1976) e un Certificate of Poetics (1980)
alla Jack Kerouac School of Disembodied Poetics presso la Naropa University dove è stato assistente didattico di Allen Ginsberg.
Ricevette il suo Master of Education in inglese e in Educazione per non udenti (Deaf Education) presso l'University of Rochester
e il National Technical Institute for the Deaf (NTID) nel 1986. 
La lettura di Siddharta lo portò ad apprezzare e approfondire le dottrine buddiste che per due decenni applicò nell'assistenza ai disabili. Propose inoltre al presidente della Naropa University di creare un corso di studi di orientamento buddista da applicare alle scienze sociali (American Karmic Studies).

## Carriera
Nel 1980, Jim Cohn ha pubblicato la sua prima raccolta di poesie, Green Sky e, nel 1989, Prairie Falcon con la North Atlantic Books. Ha intenzione di far seguire a questo lavoro cinque altri libri di poesia e due opere di saggistica poetica.
Ha fatto conoscere ad Allen Ginsberg i poeti non udenti del National Technical Institute for the Deaf (NTID) nel 1984.

Nel 1986 ha pubblicato un saggio pionieristico dal titolo "The New Deaf Poetics: Visibile Poetry" sulla rivista Sign Language Studies (52).
Nel 1987, ha coordinato la prima National Deaf Poetry Conference, a Rochester (New York).
L'importanza del suo ruolo nella storia della poetica della American Sign Language (ASL, lingua dei segni americana) è stata documentata in un film del 2009 di Miriam Nathan Lerner dal titolo The Heart of the Hydrogen Jukebox.
Nel 1990 ha iniziato a collaborare come redattore alla rivista annuale di poesia Napalm Health Spa . (Nel 2009 Napalm Health Spa ha raggiunto il suo ventesimo anno di pubblicazione continua).
Nel 1995, Jim iniziò la sua carriera discografica con The Abolitionists,
una band della North Bay Area di San Francisco con cui collaboravano "Mooka" Rennick (Mark E. Rennick) e il chitarrista Steve Kimock. Il nome della band fa riferimento al movimento abolizionista. Ha iniziato la carriera artistica indipendente con Unspoken Words nel 1998. Dal 2006-2008 ha lavorato a "homage", registrazione musicale e spoken words realizzata dopo la morte di sua madre. Nel 2009 ha pubblicato Impermanence, una compilation in doppio Compact disc.
Nel 1996 Jim Cohn ha iniziato a pianificare un progetto di poesia online che avrebbe esplorato le influenze della Beat Generation sui poeti Postbeat. Nel 1997 ha fondato l'online Museum of American Poetics (MAP). Nel 2000, il MAP era tra i primi siti in rete di poesia ad essere citato sul New York Times.
Jim Cohn ha pubblicato la sua prima raccolta di prosa dello stesso anno, esplorando il parallelismo teorico tra American Sign Language (ASL) e poesia modernista in un libro intitolato Sign Mind: Studies in American Sign Language Poetics.
La prima produzione video di Jim Cohn, la serie American Poet Greats, ha vinto il premio come miglior Multimedia alla Community Television a Boulder per tre anni di fila (2001-2003). Ha prodotto il suo primo film intitolato Anne Waldman: Makeup on Empty Space nel 2003, un profilo della durata di 55 minuti sulla vita e contributi poetici alla Jack Kerouac School of Disembodied Poetics della cofondatrice Anne Waldman.

## Opere
- (EN) Mantra Winds : Poems 2004 - 2010, Boulder (Colorado), Museum of American Poetics Publications, 2010.
- (EN) The ongoing saga I told my daughter, Boulder (Colorado), Museum of American Poetics Publications, 2009,  pp. xiii, 53, ISBN 0-9671217-4-4.
- (EN) Quien Sabe Mountain, Boulder (Colorado), Museum of American Poetics Publications, 2004,  p. 188, ISBN 0-9671217-1-X.
- (EN) The golden body : meditations on the essence of disability, Boulder (Colorado), Museum of American Poetics Publications, 2003,  p. 140, ISBN 0-9671217-2-8.
- (EN) Sign Mind : Studies in American Sign Language Poetics, Boulder (Colorado), Museum of American Poetics Publications, 1999,  p. 92, ISBN 0-9671217-0-1.
- (EN) The Dance of Yellow Lightning over the Ridge, Rochester, N.Y., Writers & Books Pubications, 1998,  p. 139, ISBN 0-9618487-4-X.
- (EN) Grasslands, Rochester, N.Y., Writers & Books Publications, 1994,  p. 149, ISBN 0-9618487-3-1.
- (EN) Prairie Falcon, Berkeley, North Atlantic Books, 1989,  p. 81, ISBN 1-55643-058-2.
- (EN) Green Sky, Boulder (Colorado), Museum of American Poetics Publications, 1980,  p. 34, OCLC 190900085.

## Discografia
- Impermanence 2008, MusEx Records
- homage 2007, MusEx Records
- Trashtalking Country 2006, MusEx Records
- Emergency Juke Joint 2002, MusEx Records
- Antenna 2000, MusEx Records
- Unspoken Words 1998, MusEx Records
- Walking Thru Hell Gazing at Flowers 1996, MusEx Records
- The Road 1995, MusEx Records